# Can't Fight This Feeling (Bastille)
Can't Fight This Feeling is een single van de Britse band Bastille, van hun vijfde album Doom Days: This Got Out of Hand!. Het nummer verscheen in november 2019 als single. Het is een cover van het originele nummer van REO Speedwagon. Het nummer werd gebruikt in een reclamespot voor de supermarktketen John Lewis. Het werd een hit in het Verenigd Koninkrijk, en vooral in Schotland.

## Muziekvideo
Op 13 november werd er een reclamespot op YouTube geplaatst door John Lewis. Dit nummer is hierin te horen. Dit duurt 2 minuten en 30 seconden. De hoofdrolspelers zijn "Exitable Edgar" (een kleine draak) en een jong meisje. Later, op 19 november, heeft Bastille het volledige nummer op hun YouTubekanaal geplaatst.